# Sámal Joensen-Mikines
Sámal Joensen-Mikines (født 23. februar 1906 på Mykines på Færøerne, død 21. september 1979 i København) var en færøsk kunstmaler. Mikines er kendt for sine skildringer af Færøernes landskabsformer og folkeliv. Forholdet mellem naturen og mennesket spiller en central rolle i hans kunst. Den dramatiske og farvestærke stil er inspireret af malere som Edvard Munch, Eugène Delacroix og El Greco.
Han antog øens navn (en retskrivningsreform har senere ændret navnet fra Mikines til Mykines), og Samuel hedder på færøsk Sámal. Hele livet havde Mikines, som han almindeligvis kaldtes, en stærk tilknytning til fødeøens dramatiske natur og mennesker.

## Familie
Han var søn af odelsbonden Johannes Frederik Joensen (død 1934) og hustru Anna Katrine Abrahamsen (død 1954) på Mykines.
Han giftede sig i 1944 med den færøske grafiker Elinborg Lützen (1919–1995), men ægteskabet  blev opløst i 1952. 1954 blev han gift med den danske sygeplejerske Karen Nielsen (1919-1998)

## Uddannelse
Mikines fik 1928-32 en kunstnerisk uddannelse på Kunstakademiets Malerskole i København. Blandt hans lærere var professorerne  Ejnar Nielsen og  Aksel Jørgensen. Han debuterede som kunstmaler på Kunstnernes Efterårsudstilling i 1931. Han var også med på Charlottenborg Forårsudstilling i 1933.

## Hans kunstneriske arbejde
Efter endt uddannelse boede han fra 1934 til 1938 igen på Færøerne. Siden boede han skiftevis i Tórshavn, Mykines og København. Sin hjemø besøgte han gerne hver sommer og hentede alle sine motiver dér, samt overalt på Færøerne. Undtagelser fra denne regel er en række skildringer af danske landskaber – fra Bornholm og Bovbjerg – malet en overgang i 1960'erne.
En udpræget nordisk ekspressionistisk tone er karakteristisk for Mikines' kunst. I perioden 1933-1940 er den menneskelige lidelse et grundlæggende tema. Den følsomme kunstner oplever døden på det smerteligste – tre af hans søskende samt faderen dør af tuberkulose. Dertil kommer, at skibsforlis og andre ulykker på havet borttager flere af den lille bygds unge mænd – Mikines' slægtninge, jævnaldrende og kammerater.
Mikines påtager sig at skildre lidelsen. I store, monumentale kompositioner holdt i et asketisk tonesprog og mørke farver maler han de sørgende efterladte, der er samlet ved dødslejet, omkring kisten eller efter begravelsen.
En række intense portrætter af folk fra Mykines bygd er også malet i denne periode, der utvivlsomt kan regnes blandt hans mest oprindelige og betydelige.
En stor udlandsrejse i 1937 fik afgørende betydning for Mikines' videre kunstneriske udvikling. Rejsen gik til Bergen, Oslo, Stockholm, København, Haag, Amsterdam og Paris. Indtryk fra denne rejse løser op for farven og temperamentet og indvarsler et opgør med 1930'ernes dødsmørke.
Efter krigen ændres Mikines' kunst i retning af et koloristisk formsprog, på bekostning af det ekspressionistiske indhold. Fra denne periode stammer en række landskabsbilleder fra Færøerne – især fra Mykines.
Han sagde om farverne og lyset på Færøerne:
Endnu et par ord om farverne. Her på øerne brydes de på en forunderlig måde af luftens fugtighed, der ofte et diffust synsindtryk, hvilket jeg har oplevet, når hav og himmel smelter sammen i rosa og grå toner med konkyliens glans eller kaskader af lys, der under et vældigt vejrdrama pludselig kastes ned mellem mørke skymasser og belyser havet, klipperne, de grønne grasgænge og bygdens sorte huse. Det er i begge tilfælde et stærkt, men samtidig blidt lys. Det er fascinerende.
I midten af 1950'erne vender han dog tilbage til sin ungdoms lidelsestemaer og skaber da en række betydelige værker, der repræsenterer en sublim syntese af 1930rnes ekspressionisme og efterkrigstidens kolorisme.
I kunstmuseet Listasavn Føroya i Tórshavn, kan man se et repræsentativt udvalg af Mikines' kunst.

## Galleri
- Hvítanes og Skálafjørður
- Líkskari
- Fráferðin
- Handanágarður